# Colomar d'Alins
El Colomar d'Alins és una fortificació medieval de la vila d'Alins, en el terme municipal homònim, a la comarca del Pallars Sobirà. És una obra declarada bé cultural d'interès nacional.

## Descripció
Torre de planta rectangular integrada per planta baixa i tres pisos, rematada per un xapitell de llicorella a quatre vessants. Construïda amb un aparell irregular de pedra pissarrosa i granítica. A partir de mitja alçada la torre s'estreny lleugerament i l'aparell és més petit. A les façanes presenta decoració amb lloses de pissarra disposades formant formes geomètriques. Sobre la porta d'accés, amb llinda de fusta, hi ha encastades dues inscripcions commemoratives d'una reforma efectuada en el segle xviii.

## Història
Situada sobre un promontori rocós a l'extrem de la població, fou utilitzada com a Comunicador per conjurar les tempestes. Fou molt modificada en els segles xvii i xviii.